# 閃光リフレイン
『閃光リフレイン』（せんこうリフレイン）は、StylipSの楽曲、デジタルシングル。2022年11月23日にLantisより配信された。

## 概要
前作「ドラマティック＊サイクル」から約3ヶ月ぶりのリリースとなる、StylipSの第2弾配信限定シングル。表題曲の「閃光リフレイン」は、PlayStation 4ゲーム『フェアリーフェンサー エフ ADVENT DARK FORCE』のオープニングテーマ。リーダーの能登有沙（from StylipS）が歌うカップリング曲「Fantastic Field」「Fate of Faith」は同ゲームのエンディングテーマとしても起用されている。
しかし、当該ゲームが2015年11月5日に発売されるが、本楽曲は音源化されないまま、StylipSの活動自体も行われなくなってしまう。ようやく7年後の2022年11月23日に本楽曲が配信シングルとしてリリースされた。また、本楽曲の配信を以って、StylipSの未音源化楽曲は全てリリースされた。

## 収録内容
| #         | タイトル                                      | 作詞      | 作曲       | 編曲       | 時間  |
| --------- | --------------------------------------------- | --------- | ---------- | ---------- | ----- |
| 1.        | 「閃光リフレイン」                            | R・O・N   | R・O・N    | R・O・N    | 4:37  |
| 2.        | 「Fantastic Field」(能登有沙（from StylipS）) | 宮崎まゆ  | 宮崎まゆ   | 賀佐泰洋   | 4:32  |
| 3.        | 「Fate of Faith」(能登有沙（from StylipS）)   | 松井洋平  | AstroNoteS | AstroNoteS | 3:43  |
| 合計時間: | 合計時間:                                     | 合計時間: | 合計時間:  | 合計時間:  | 12:52 |